# دورهنرسدورف
دورهنرسدورف (به آلمانی: Dürrhennersdorf) یک شهر در آلمان است که در Görlitz واقع شده‌است. دورهنرسدورف ۱٬۱۸۳ نفر جمعیت دارد.